# 동경 26도
동경 26도(東經26度)는 본초 자오선에서 동쪽으로 26도 떨어진 경선이다. 북극점에서 시작하여 북극해, 유럽, 터키, 아프리카, 인도양, 남극해, 남극을 거쳐 남극점에 이른다.
동경 26도는 서경 154도와 이어져 지구의 둘레를 이룬다.
북극점에서 남극점까지 동경 26도선은 다음 지역을 지나간다.
| 좌표                                                  | 나라, 지역, 해역    | 주석                                       |
| ----------------------------------------------------- | ------------------- | ------------------------------------------ |
| 북위 90° 0′ 동경 26° 0′  / 북위 90.000° 동경 26.000°  | 북극해              |                                            |
| 북위 80° 10′ 동경 26° 0′  / 북위 80.167° 동경 26.000° | 노르웨이            | 스발바르 제도의 노르다우스틀란데섬         |
| 북위 79° 40′ 동경 26° 0′  / 북위 79.667° 동경 26.000° | 바렌츠해            |                                            |
| 북위 71° 8′ 동경 26° 0′  / 북위 71.133° 동경 26.000°  | 노르웨이            | 마게뢰위아 섬                              |
| 북위 70° 58′ 동경 26° 0′  / 북위 70.967° 동경 26.000° | 포르산게르피오르덴  |                                            |
| 북위 70° 39′ 동경 26° 0′  / 북위 70.650° 동경 26.000° | 노르웨이            |                                            |
| 북위 69° 43′ 동경 26° 0′  / 북위 69.717° 동경 26.000° | 핀란드              |                                            |
| 북위 60° 16′ 동경 26° 0′  / 북위 60.267° 동경 26.000° | 발트해              | 핀란드만                                   |
| 북위 59° 37′ 동경 26° 0′  / 북위 59.617° 동경 26.000° | 에스토니아          |                                            |
| 북위 57° 52′ 동경 26° 0′  / 북위 57.867° 동경 26.000° | 라트비아            |                                            |
| 북위 55° 58′ 동경 26° 0′  / 북위 55.967° 동경 26.000° | 리투아니아          |                                            |
| 북위 54° 57′ 동경 26° 0′  / 북위 54.950° 동경 26.000° | 벨라루스            |                                            |
| 북위 51° 56′ 동경 26° 0′  / 북위 51.933° 동경 26.000° | 우크라이나          |                                            |
| 북위 47° 58′ 동경 26° 0′  / 북위 47.967° 동경 26.000° | 루마니아            | 부카레스트의 서부를 지나감                 |
| 북위 43° 53′ 동경 26° 0′  / 북위 43.883° 동경 26.000° | 불가리아            |                                            |
| 북위 41° 20′ 동경 26° 0′  / 북위 41.333° 동경 26.000° | 그리스              |                                            |
| 북위 40° 49′ 동경 26° 0′  / 북위 40.817° 동경 26.000° | 지중해              | 에게해                                     |
| 북위 40° 9′ 동경 26° 0′  / 북위 40.150° 동경 26.000°  | 튀르키예            | 임브로스섬                                 |
| 북위 40° 8′ 동경 26° 0′  / 북위 40.133° 동경 26.000°  | 지중해              | 에게해                                     |
| 북위 39° 51′ 동경 26° 0′  / 북위 39.850° 동경 26.000° | 튀르키예            | 테네도스 섬                                |
| 북위 39° 49′ 동경 26° 0′  / 북위 39.817° 동경 26.000° | 지중해              | 에게해                                     |
| 북위 39° 17′ 동경 26° 0′  / 북위 39.283° 동경 26.000° | 그리스              | 레스보스섬                                 |
| 북위 39° 7′ 동경 26° 0′  / 북위 39.117° 동경 26.000°  | 지중해              | 에게해                                     |
| 북위 38° 36′ 동경 26° 0′  / 북위 38.600° 동경 26.000° | 그리스              | 키오스섬                                   |
| 북위 38° 10′ 동경 26° 0′  / 북위 38.167° 동경 26.000° | 지중해              | 에게해                                     |
| 북위 37° 34′ 동경 26° 0′  / 북위 37.567° 동경 26.000° | 그리스              | 이카리아섬                                 |
| 북위 37° 31′ 동경 26° 0′  / 북위 37.517° 동경 26.000° | 지중해              | 에게해                                     |
| 북위 36° 56′ 동경 26° 0′  / 북위 36.933° 동경 26.000° | 그리스              | 아모르고스섬                               |
| 북위 36° 53′ 동경 26° 0′  / 북위 36.883° 동경 26.000° | 지중해              | 에게해                                     |
| 북위 35° 12′ 동경 26° 0′  / 북위 35.200° 동경 26.000° | 그리스              | 크레타섬                                   |
| 북위 35° 1′ 동경 26° 0′  / 북위 35.017° 동경 26.000°  | 지중해              |                                            |
| 북위 31° 36′ 동경 26° 0′  / 북위 31.600° 동경 26.000° | 이집트              |                                            |
| 북위 22° 0′ 동경 26° 0′  / 북위 22.000° 동경 26.000°  | 수단                |                                            |
| 북위 10° 9′ 동경 26° 0′  / 북위 10.150° 동경 26.000°  | 남수단              |                                            |
| 북위 7° 0′ 동경 26° 0′  / 북위 7.000° 동경 26.000°    | 중앙아프리카 공화국 |                                            |
| 북위 5° 14′ 동경 26° 0′  / 북위 5.233° 동경 26.000°   | 콩고 민주 공화국    |                                            |
| 남위 11° 56′ 동경 26° 0′  / 남위 11.933° 동경 26.000° | 잠비아              |                                            |
| 남위 17° 59′ 동경 26° 0′  / 남위 17.983° 동경 26.000° | 짐바브웨            |                                            |
| 남위 19° 9′ 동경 26° 0′  / 남위 19.150° 동경 26.000°  | 보츠와나            | 가보로네의 동부를 지나감                   |
| 남위 24° 43′ 동경 26° 0′  / 남위 24.717° 동경 26.000° | 남아프리카 공화국   | 노스웨스트주 프리스테이트주 이스턴케이프주 |
| 남위 33° 43′ 동경 26° 0′  / 남위 33.717° 동경 26.000° | 인도양              |                                            |
| 남위 60° 0′ 동경 26° 0′  / 남위 60.000° 동경 26.000°  | 남극해              |                                            |
| 남위 70° 9′ 동경 26° 0′  / 남위 70.150° 동경 26.000°  | 남극                | 퀸모드랜드, 노르웨이가 영유권을 주장한다.  |

## 같이 보기
- 동경 25도
- 동경 27도